# Amores verdaderos
 (срп. Праве љубави) мексичка је теленовела, продукцијске куће Телевиса, снимана током 2012. и 2013.

## Синопсис
У центру збивања теленовеле налази се Викторија Балванера креативна директорка највеће рекламне агенције у Мексику. Иако је богата и славна увек је на мети криминалаца. Викторија једног дана бива нападнута, али је из канџи убица спасава једноставан и поштен сељак Хосе Анхел. У знак захвалности, Викторија запошљава Хосе Анхела као свог телохранитеља, у страху да њену ћерку не задеси иста судбина, Викторија одлучује да и њој ангажује телохранитеља.
Част или клетва да чува лепу и размажену Никол, припада Франсиску Гузману. Мада од првог тренутка осећа привлачност према овом згодном момку, Никол се свим силама труди да је прикрије тиме што га стално понижава. Временом ове две жене заљубљују се у своје телохранитеље, али љубав није тако достижна.
Викторија је удата за Нелсона, а Хосе Анхел за љубоморну Кристину, која не дозвољава ниједној жени да му се приближи.
Франсиско умире од жеље да буде са Ники, али колико год да је свесна емоција које гаји према њему, одбија да љуби „обичну“ слугу.
Викторија и Хосе Анхел упуштају се у страствену везу, али убрзо схватају да љубав неће лако достићи. Нелсона и његовог таста Анибала, ова романса доводи до лудила, због чега почињу да сплеткаре.
Иако је вара са много млађом манекенком Кендром Ферети, Нелсон очајнички жели супругу поред себе јер је страствени заљубљеник у новац.
Са друге стране Никол, ће се морати суочити са Франсисковим заљубљивањем у Хосе Анхелову ћерку, Лилијану
На путу до вечне среће, ова два пара мораће да превазиђу бројне препреке, али и тренутке туге, патње и бола, јер једино тако могу научити да само праве љубави вреди ценити.

## Глумачка постава

### Главне улоге
| Глумац:         | Улога:                      |
| --------------- | --------------------------- |
| Ерика Буенфил   | Викторија Балванера де Бриз |
| Едуардо Јањес   | Хосе Анхел Аријага          |
| Ејза Гонзалез   | Никол Ники Бриз Балванера   |
| Себастијан Руљи | Франсиско Гузман Трехо      |

### Споредне улоге
| Глумац:            | Улога:                     |
| ------------------ | -------------------------- |
| Марџори де Соуса   | Кендра Ферети              |
| Франсиско Гаторно  | Сантино Рока               |
| Елеазар Гомез      | Рој Павија                 |
| Моника Санчез      | Кристина де Аријага        |
| Сузана Гонзалез    | Беатриз Гузман             |
| Гиљермо Капетиљо   | Нелсон Бриз                |
| Наталија Есперон   | Адријана Балванера         |
| Шерлин             | Лилијана Аријага / Лусија  |
| Енрике Роча        | Анибал Балванера           |
| Ана Мартин         | Канделарија Корона         |
| Хулио Камехо       | Леонардо Солис             |
| Габријела Голдсмит | Дорис Орол                 |
| Фернанда Руизос    | Аријана                    |
| Ракел Морел        | Томасина Лагос             |
| Лилија Арагон      | Одет Андраде де Лонгорија  |
| Лисардо            | Иманол Виљафранка          |
| Силвија Манрикез   | Паула Трехо                |
| Арселио Кампос     | Фелипе Гузман              |
| Арчи Ланфранко     | Стефано Лонгорија          |
| Мишел Родригез     | Полита Лопез               |
| Елена Рохо         | Лукресија Хил де Балванера |
| Марсело Кордоба    | Висенте Селорио            |
| Ракел Морел        | Томасина Лахос             |
| Рубен Бранко       | Жан Мари Бонжур            |
| Киарилиз Арбељо    | Ракел Лонгорија            |
| Арсенио Кампос     | Фелипе Гузман              |
| Дијана Голден      | Хилда Лејва                |
| Патси              | Јоселин                    |
| Луис Хавијер       | Милтон Павија              |
| Тео Тапиа          | Антонио дел Конде          |
| Моника Ајос        | Евелин                     |
| Серхио Акоста      | Лотарио                    |
| Габријел Молина    | Естебан Рохас              |
| Антониа Веласкез   | Фернанда                   |
| Адријан Ескалона   | Гиљермо                    |
| Барбара Ислас      | Набила                     |
| Карлос Хирон       | Ромел                      |
| Марија Прадо       | Ховита                     |

## Занимљивости
- Праве љубави су римејк аргентинске серије (Љубав под надзором) из 2005.
- На кастингу за главну женску улогу приступиле су Викторија Руфо, Ребека Џоунс, Марибел Гвардија и Данијела Кастро, али Никандро Дијаз је за улогу Викторије, хтео Ерику Буенфил.
- Улогу без кастинга добио је Едуардо Јањес, али након што је Фернандо Колунга одбио да глуми Хосе Анхела.
- Лилијану је требало да игра бивша звезда серије Бунтовници, Дулсе Марија, али улога је припала Шерлин.
- Себастијану Руљију је висина донела улогу Франсиска. Сви млађи глумци који су приступили кастингу били су нижи од Ејзе Гонзалез.